# Розвита (награда)
Литературната награда „Розвита“ (на немски: Roswitha-Preis) е учредена от град Бад Гандерсхайм през 1973 г. за възпоменание на първата немска поетеса Хросвита Гандерсхаймска (Розвита фон Гандерсхайм), автор на религиозни и исторически произведения от Ранното Средновековие.
Наградата се присъжда „за изключително литературно постижение на писателка, живееща и работеща в Европа“. Отличената творба може да спада към всички области на литературата.
Паричната премия е в размер на 5500 €.

## Носители на наградата (подбор)
- Мари Луизе Кашниц (1973)
- Хилде Домин (1974)
- Илзе Айхингер (1975)
- Елизабет Борхерс (1976)
- Елфриде Йелинек (1978)
- Луизе Ринзер (1979)
- Розе Ауслендер (1980)
- Фридерике Майрьокер (1982)
- Сара Кирш (1983)
- Ирмтрауд Моргнер (1985)
- Ула Хан (1986)
- Херта Мюлер (1990)
- Криста Райниг (1993)
- Моника Марон (1994)
- Биргит Вандербеке (1999)
- Катя Ланге-Мюлер (2002)
- Антйе Равич Щрубел (2003)
- Ангелика Клюсендорф (2004)
- Юлия Франк (2005)
- Фелицитас Хопе (2007)
- Корнелия Функе (2008)
- Елке Ерб (2012)
- Улрике Дрезнер (2013)
- Гертруд Лойтенегер (2014)
- Нора Босонг (2016)
- Петра Морсбах (2017)
- Терезия Мора (2018)
- Моника Ринк (2019)
- Улрике Алмут Зандиг (2020)